# Diocese de Aquisgrano
A Diocese de Aachen (em latim: Dioecesis Aquisgranensis e  em alemão:  Bistum Aachen) é uma diocese católica sufragânea da Arquidiocese de Colônia. Atualmente é liderada pelo bispo Dom Helmut Dieser.

## Território
A diocese compreende a parte ocidental da Renânia do Norte-Vestfália, na fronteira com a Bélgica e os Países Baixos. Faz fronteira a norte com as dioceses de Münster e de Essen, a leste pela Arquidiocese de Colônia, leste e sul com a diocese de Tréveris, e a oeste a diocese belga de Liège e a diocese neerlandesa de Roermond. 
A sede episcopal é a cidade de Aachen, onde está localizada a Catedral de Nossa Senhora da Assunção. O território abrange 3937 km² e está dividido em 371 paróquias, agrupadas em oito regiões pastorais.

## História
De acordo com a Concordata de 1801, Aachen tornou-se sufragânea da Arquidiocese de Malines em  29 de novembro de 1801, através da bula papal Qui Christi Domini de Pio VII.

## Bispos
|                          | Nome                           | Período    | Notas                   |        |
| Bispos                   | Bispos                         | Bispos     | Bispos                  | Bispos |
| ------------------------ | ------------------------------ | ---------- | ----------------------- | ------ |
| 7º                       | Helmut Dieser                  | 2015-      | Atual                   |        |
| 6°                       | Heinrich Mussinghoff           | 1994-2015  |                         |        |
| 5º                       | Klaus Hemmerle                 | 1975-1994  |                         |        |
| 4º                       | Johannes Pohlschneider         | 1954-1974  |                         |        |
| 3°                       | Joseph Johannes van der Velden | 1943-1954  |                         |        |
| 2º                       | Joseph Vogt                    | 1931 -1937 |                         |        |
|                          | Diocese suprimida              | 1821-1930  |                         |        |
|                          | Sede vacante                   | 1809-1821  |                         |        |
| 1º                       | Marc-Antoine Berdolet          | 1802-1809  |                         |        |
| Bispo auxiliar           |                                |            |                         |        |
|                          | Johannes Bündgens              | 2006-2022  |                         |        |
|                          | Karl Borsch                    | 2003-      | Atual                   |        |
|                          | Karl Reger                     | 1986-2006  |                         |        |
|                          | Augustus Peters                | 1981-1986  |                         |        |
|                          | Maximilian Goffart             | 1977-1980  |                         |        |
|                          | Ernst Franz Gerd Werner Dicke  | 1970-2002  |                         |        |
|                          | Joseph Ludwig Buchkremer       | 1961-1979  |                         |        |
|                          | Friedrich Hünermann            | 1938-1969  |                         |        |
|                          | Hermann Joseph Sträter         | 1931-1943  |                         |        |
| Administrador apostólico |                                |            |                         |        |
|                          | Hermann Joseph Sträter         | 1938-1943  | Bispo auxiliar da mesma |        |

## Estatísticas
Até o final de 2012, a diocese havia batizado 1.110.948 pessoas em uma população de 2.028.699, correspondendo a 54,8% do total.